# Accidente del Pilatus PC-12 de Majuba Aviation
El accidente del Pilatus PC-12 de Majuba Aviation fue un accidente que implicó a un Pilatus PC-12 operado por Majuba Aviation que se estrelló el martes 8 de febrero de 2011 a las afueras de la bahía Plettenberg, Sudáfrica. Se trataba de un vuelo de cabotaje desde Queenstown, a la bahía Plettenberg. La tripulación tuvo que atravesar espesas nieblas y muy bajas visibilidad en el momento del siniestro. El avión abortó su primera aproximación, ya que la tripulación fue incapaz de ver la pista. Mientras efectuaba el procedimiento de frustrada entró en pérdida debido a una velocidad insuficiente y se estrelló en el mar a las 16:40 hora local con 9 personas a bordo, sin dejar sobrevivientes. Los restos del avión fueron encontrados a las 6:00 de la mañana siguiente.

## Fatalidades
A bordo del avión viajaban, entre otros, el consejero Gianpaolo Ravazzotti delegado de la compañía de materiales para la construcción, Italtile. Los otros pasajeros eran compañeros de trabajo o relacionados con el campo. El jefe de pilotos de Majuba Aviation también murió en el accidente.

## Causa
La agencia investigadora encargada del accidente concluyó concretamente que el accidente fue causado porque la aeronave se estrelló en el mar después de una posible alteración en el vuelo asociada con una pérdida de control durante las Condiciones meteorológicas para el vuelo instrumental (IMC).